# Puiseux-Pontoise
Puiseux-Pontoise – miejscowość i gmina we Francji, w regionie Île-de-France, w departamencie Dolina Oise.
Według danych na rok 1990 gminę zamieszkiwało 175 osób, a gęstość zaludnienia wynosiła 31 osób/km² (wśród 1287 gmin regionu Île-de-France Puiseux-Pontoise plasuje się na 1010 miejscu pod względem liczby ludności, natomiast pod względem powierzchni na miejscu 633).